# 円谷恐竜三部作

『円谷恐竜三部作』（つぶらやきょうりゅうさんぶさく）は、円谷プロダクションが制作した特撮テレビ番組『恐竜探険隊ボーンフリー』『恐竜大戦争アイゼンボーグ』『恐竜戦隊コセイドン』3作品の総称である。
『円谷恐竜三部作』のシリーズ名は、2013年に東映ビデオから全作のDVDが発売されるのに際してレーベル名として命名されたもの。この他に『恐竜シリーズ』、『円谷恐竜シリーズ』、『恐竜三部作』、『恐竜シリーズ三部作』、『円谷プロ・恐竜シリーズ三部作』などの表記が用いられている。

## 解説
シリーズ化の背景には、1976年のエゾミカサリュウ発掘に端を発する恐竜ブームがあったとされる。なお、エゾミカサリュウは『ボーンフリー』本編にも登場したが、現在は「恐竜ではない」とされている。
シリーズと呼ばれているものの、世界観に直接の関連性はない。『アイゼンボーグ』は当初『ボーンフリー』の続編として企画されていたが結局は別作品として制作され、完成作品で共通している点は「恐竜をテーマにしている」「陸上ビークルのメカ特撮に重点が置かれている」程度である。後者は、スポンサーのトミー（本シリーズ原案の高橋靖男はトミーの担当者である）の意向によるものといわれる。
『ボーンフリー』『アイゼンボーグ』は実写にアニメを合成する手法が使われており、これ自体はディズニーの『メリー・ポピンズ』や虫プロ商事制作の『バンパイヤ』や東宝特撮映画作品の『火の鳥』ですでに試みられていたが、本シリーズにおける使用目的は『サンダーバード』などのジェリー＆シルヴィア・アンダーソン夫妻のスーパーマリオネーション作品の影響下にあるもので、アニメによる人物と実写特撮による恐竜やメカなどを絡ませるという独特なものになっている。ただし、『コセイドン』は前2作と異なり、アニメとの合成は用いず全編実写で製作された。また、実写特撮シーンの恐竜についても、日本の特撮で主流となっている着ぐるみを用いた特撮に加え、ストップモーション・アニメーションを用いた特撮が用いられている。
『ボーンフリー』と『アイゼンボーグ』の間には半年のブランクがあり、『コセイドン』『アイゼンボーグ』は東京12チャンネルで放送されたが、『ボーンフリー』のみNETで放送された。

## シリーズ作品
- 『恐竜探険隊ボーンフリー』（1976年） - 近未来の地球に復活した恐竜を保護する「ボーンフリー隊」の活躍を描く。
- 『恐竜大戦争アイゼンボーグ』（1977年） - 復活した恐竜帝国と戦う「D戦隊」の活躍を描く。途中から巨大ヒーロー「アイゼンボー」が登場する。
- 『恐竜戦隊コセイドン』（1978年） - 中生代の地球に出現した侵略者や時空犯罪者と「タイムGメン」の戦いを描く。

## 関連作品
直接的にはシリーズとして扱われないが、設定や演出などで関連を持つ作品。
- 『科学冒険隊タンサー5』（1979年） - 『コセイドン』の後番組で、アニメと実写を合成した作品。古代文明に端を発する怪事件の謎を探る「タンサー5」の活躍を描く。特撮シーン製作は円谷プロではなく特撮研究所だが、制作は日本サンライズ（現・サンライズ）で、高橋靖男（トミー）の原案参加やコセイドン号を流用したタイムタンサーなど本シリーズとの関連は深く、事実上シリーズに連なる作品。
- 『ファイヤーマン』（1973年） - 地底人ファイヤーマンと怪獣化して復活した恐竜との戦いを描く。『ボーンフリー』の前身企画『ザウルス号の冒険』の一部を流用、特撮の一部が『アイゼンボーグ』へ流用されている。
- 『極底探険船ポーラーボーラ』（1977年） - 円谷プロの日米合作映画。地底探検船が北極圏の原始時代のまま、恐竜が生息する世界にたどり着く。恐竜の着ぐるみが『アイゼンボーグ』に流用されている。
- 『交響組曲 恐竜』（1978年） - 円谷プロによる音楽アルバム。企画構成は円谷皐。1頭のティラノサウルスの成長物語を宮内國郎が交響曲に書き下ろしたもので、ポリドールレコードから発売された。

## ソフト化
過去には『ボーンフリー』はVHS及びLDが、『恐竜戦隊コセイドン』はLDがリリースされていた。『恐竜大戦争アイゼンボーグ』は、CS放送で再放送されたことはあるが、ソフト化されたことは無かった。2013年にテレビ放映35周年記念特別企画と円谷プロ創立50周年記念特別企画して2013年6月『アイゼンボーグ』から順に、2013年10月から『コセイドン』、2014年2月から『ボーンフリー』まで東映ビデオからDVDがリリースされる。